# Albanija na Pesmi Evrovizije
Albanija je prvič nastopila na Pesmi Evrovizije leta 2004. Kot debitantka je s predstavnico Anjezo Shanini in s pesmijo The image of you zasedla 7. mesto. Ker se je leta 2004 torej uvrstila med prvih deset držav, je smela na Pesmi Evrovizije 2005 nastopiti neposredno v finalu; tokrat jo je zastopala Ledina Çelo s pesmijo Tomorrow I go ter zasedla v polfinalu 16. mesto. Zatorej se je albanski predstavnik Luiz Ejlli moral na Evroviziji 2006 s pesmijo Zjarr E Ftohtë pomeriti najprej v polfinalu. Leta 2006 je Albanijo prvič predstavljal moški in njihova pesem je bila prvič odpeta v albanščini. Doslej najslabšo uvrstitev je Albanija doživela na Evroviziji 2007, kjer je zasedla šele 17. mesto v polfinalu.
Izbor za albansko pesem Evrovizije organizira Radio Televizioni Shqiptar z oddajo Festivali I Këngës.

## Albanski udeleženci na Pesmi Evrovizije
| Leto | Izvajalec                       | Pesem                   | Finale           | Točke            | Polfinale           | Točke               |
| ---- | ------------------------------- | ----------------------- | ---------------- | ---------------- | ------------------- | ------------------- |
| 2004 | Anjeza Shahini                  | The Image of You        | 7.               | 106              | 4.                  | 167                 |
| 2005 | Ledina Çelo                     | Tomorrow I Go           | 16.              | 53               | neposredno v finalu | neposredno v finalu |
| 2006 | Luiz Ejlli                      | Zjarr e ftohtë          | brez finala      | brez finala      | 14.                 | 58                  |
| 2007 | Frederik Ndoci                  | Hear My Plea            | brez finala      | brez finala      | 17.                 | 49                  |
| 2008 | Olta Boka                       | Zemrën e lamë peng      | 17.              | 55               | 9.                  | 67                  |
| 2009 | Kejsi Tola                      | Carry Me in Your Dreams | 17.              | 48               | 7.                  | 73                  |
| 2010 | Julia Pasha                     | It's All about You      | 16.              | 62               | 6.                  | 76                  |
| 2011 | Aurela Gaçe                     | Feel the Passion        | brez finala      | brez finala      | 14.                 | 47                  |
| 2012 | Rona Nishliu                    | Suus                    | 5.               | 146              | 2.                  | 146                 |
| 2013 | Adrian Lulgjuraj & Bledar Sejko | Identitet               | brez finala      | brez finala      | 15.                 | 31                  |
| 2014 | Hersi Matmuja                   | One Night's Anger       | brez finala      | brez finala      | 15.                 | 22                  |
| 2015 | Elhaida Dani                    | I'm Alive               | 17.              | 34               | 10.                 | 62                  |
| 2016 | Eneda Tarifa                    | Përrallë                | brez finala      | brez finala      | 16.                 | 45                  |
| 2017 | Lindita                         | World                   | brez finala      | brez finala      | 14.                 | 76                  |
| 2018 | Eugent Bushpepa                 | Mall                    | 11.              | 184              | 8.                  | 162                 |
| 2019 | Jonida Maliqi                   | Ktheju tokes            | 17.              | 90               | 9.                  | 96                  |
| 2020 | Arilena Ara                     | Falling from the sky    | festival odpadel | festival odpadel | festival odpadel    | festival odpadel    |
| 2021 | Anxhela Peristeri               | Karma                   | 21.              | 57               | 10.                 | 112                 |
| 2022 | Ronela Hajati                   | Sekret                  | brez finala      | brez finala      | 12.                 | 58                  |
| 2023 | Albina & Familja Kelmendi       | Duje                    | 22.              | 76               | 9.                  | 83                  |
| 2024 | Besa                            | Titan                   | brez finala      | brez finala      | 15.                 | 14                  |
| 2025 | Shkodra Elektronike             | Zjerm                   | 8.               | 218              | 2.                  | 122                 |

### Avtorske ekipe
| Leto | Pesem                   | Avtor glasbe                                   | Avtor besedila                   |
| ---- | ----------------------- | ---------------------------------------------- | -------------------------------- |
| 2004 | The Image of You        | Edmond Zhulali                                 | Xhuli Teilor                     |
| 2005 | Tomorrow I Go           | Adrian Hila                                    | Pandi Laço, Sidorela Risto       |
| 2006 | Zjarr e ftohtë          | Klodian Qafoku                                 | Dr. Flori                        |
| 2007 | Hear My Plea            | Adrian Hila                                    | Pandi Laço, June Muftaraj Taylor |
| 2008 | Zemrën e lamë peng      | Adrian Hila                                    | Pandi Laço                       |
| 2009 | Carry Me in Your Dreams | Edmond Zhulali                                 | June Muftaraj Taylor             |
| 2010 | It's All about You      | Ardit Gjebrea                                  | Ardit Gjebrea, Pirro Çako        |
| 2011 | Feel the Passion        | Shpëtim Saraçi                                 | Sokol Marsi                      |
| 2012 | Suus                    | Florent Boshnjaku                              | Rona Nishliu                     |
| 2013 | Identitet               | Bledar Sejko                                   | Eda Sejko                        |
| 2014 | One Night's Anger       | Gentian Lako                                   | Jorgo Papingji                   |
| 2015 | I'm Alive               | Arber Elshani, Kristijan Lekaj (Zzap'n'Chriss) | Sokol Marsi                      |
| 2016 | Përrallë                | Olsa Toqi                                      | Olsa Toqi                        |